# MasterChef El-Maghreb
MasterChef El Maghreb (también conocido como MasterChef Marruecos) es la versión marroquí de la famosa franquicia inglesa MasterChef. Es conducido por Marian el Kamil y su jurado está compuesto por los chefs Marian Ettahri, Moha Fdal y Khadjia Bensdira. Cuenta actualmente con 8 temporadas y 2 temporadas júnior.

## Formato
Miles de personas se presentan a los distintos cástines en las provincias marroquíes. Donde de cada casting salen 20 personas, Luego hay otros cástines entre varias provincias donde de 16 a 25 participantes conseguirán el deseado delantal blanco de MasterChef
El día viernes se realizan los primeros dos desafíos (La prueba inicial y la prueba de exteriores) y en la prueba de exteriores saldrán los inmunes y los que concursarán la prueba de eliminación. El domingo se realiza la prueba de eliminación donde habrá 1 eliminado.

## Primera temporada: 2013

### Top 18
| Aspirante         | Procedencia | Edad    | Ocupación                | Información          |
| ----------------- | ----------- | ------- | ------------------------ | -------------------- |
| Maria Hadi        | Tetuán      | 22 años | Estudiante               | Ganadora             |
| Elam Brayk        | Rif         | 33 años | Carnicero                | 2.º lugar            |
| Aina Palhaour     | Tan-Tan     | 39 años | Enfermera                | 3.er lugar           |
| Yasemina Calhaou  | Casablanca  | 31 años | Ingeniera química        | 4.º lugar            |
| Hakim Foraj       | Tetuán      | 45 años | Doctor                   | 14.º expulsado       |
| Karim Bethrik     | El Yadida   | 51 años | Profesor universitario   | 5 / 13.º expulsado   |
| Youssef Daparhen  | Casablanca  | 21 años | Estudiante de ingeniería | 12.º expulsado       |
| Alba Ahrak        | El Aaiún    | 42 años | Joyera                   | 3.ª / 11.ª expulsada |
| Ahmed Tarla       | Fez         | 19 años | Estudiante               | 10.º expulsado       |
| Fátima Alhourou   | Rabat       | 32 años | Cocinera                 | 9.ª expulsada        |
| Wilhem Elhebrin   | Rabat       | 24 años | Comerciante              | 8.º expulsado        |
| Tali Elmohammadi  | Rabat       | 24 años | Modelo                   | 7.ª expulsada        |
| Bibian Kolhairi   | Casablanca  | 29 años | Profesora de español     | 6.ª expulsada        |
| Ahmed Ossaouhon   | Casablanca  | 23 años | Vendedor de alfombras    | 4.º expulsado        |
| Sara Arbahet      | Fez         | 41 años | Ama de casa              | 2.ª expulsada        |
| Mohamed Elhazrouk | Casablanca  | 50 años | Empresario               | 1.er expulsado       |

- Datos: Q109424121